# Международный конкурс пианистов на исторических инструментах имени Шопена
Международный конкурс пианистов, играющих на исторических инструментах, имени Шопена, так же как и «традиционный», имеющий столетнюю историю, Международный конкурс пианистов имени Шопена, организуется в настоящее время варшавским Институтом Шопена; пока прошло два мероприятия (2018, 2023).

###### Первый конкурс
Первое мероприятие в рамках нового начинания состоялось с 2 по 14 сентября 2018 года в Варшаве. Для участия в конкурсе были приглашены 30 пианистов из 9 стран. Выиграл конкурс Томаш Риттер из Польши.

###### Инструменты
Главная идея — исполнение произведений Шопена на инструментах, для которых они были написаны. Пианисты могли выбрать рояль, на котором будут выступать, из следующих инструментов: трёх восстановленных оригиналов — Эрар 1837 г., Плейель 1842 г., Бродвуд 1847—1848 г., и двух современных копий — копии рояля Буххольца 1826 г. от Пола Макналти и копии рояля Графа 1819 г. также от Макналти. В отличие от упомянутого традиционного конкурса, здесь пианисты исполняли отдельные произведения на разных инструментах.

###### Второй конкурс
Спустя пять лет конкурс был проведён во второй раз.